# Geōrgios Papandreou
Geōrgios Papandreou (in greco Γεώργιος Παπανδρέου; Kalentzi, 13 febbraio 1888 – Atene, 1º novembre 1968) è stato un politico greco, primo esponente della dinastia politica dei Papandreou. Era il padre dell'ex Primo ministro greco Andreas Papandreou (fondatore del Pasok al termine del regime dei colonnelli) e il nonno di un altro Primo ministro greco, Giorgos Papandreou.
La sua vita politica fu un'altalena di carcere e di cariche governative, un alternarsi di repubblica e monarchia, di unioni e scissioni di partiti, tentando di trovare continuità e coerenza in una situazione di perenne instabilità, finché tutto finì con il regime dei colonnelli.

## Biografia
Deputato liberale alla Camera, divenne ministro dell'Interno nel 1923 e dell'Economia nel 1925. Fu deportato dal generale Theodoros Pangalos, tornò al governo con Eleutherios Venizelos, divenendo ministro dell'Istruzione dal 1930 al 1932, poi nel 1933 divenne ministro dei Lavori pubblici. Nel 1935 uscì dal partito liberale per fondare quello socialdemocratico. Nel 1936, durante il regime di Ioannis Metaxas, fu deportato nell'isola di Andros.
Liberato 5 anni dopo, partecipò alla Resistenza antifascista, fu arrestato di nuovo dagli Italiani nel 1942 e, alla fine del 1943, riuscì a fuggire in Egitto, dove fu nominato capo del governo greco in esilio; successivamente riordinò e assestò le forze armate greche all'estero. La guerra civile lo costrinse a dimettersi nel gennaio 1945, ma dopo il 1947 partecipò con vari incarichi ai governi di Dimitrios Maximos, di Nikolaos Plastiras e, infine, di Sofocle Venizelos, figlio del vecchio leader liberale Eleuterio Venizelos.
Con Venizelos ebbe, alternativamente, urti e alleanze, finché non raggiunse con l'Unione di centro una forza e una vastità di consensi elettorali tali da consentirgli, nel novembre 1963, di tornare al potere e di formare un governo nel mese di febbraio del 1964, con un programma politico di rinnovamento democratico. Un anno dopo ebbe forti contrasti con il re Costantino II e fu praticamente esonerato da quest'ultimo. Incominciò allora l'ultima battaglia di Papandreou per tornare al potere, diretta contro la Corte e a favore di un regime di legalità costituzionale. In grandi comizi, chiese al popolo di decidere se in Grecia dovesse comandare la Corte o il Parlamento. Ma qualcuno aveva già deciso che il comando non doveva toccare né all'una né all'altro: il 21 aprile 1967 il colpo di Stato dei colonnelli costrinse il re all'esilio e riportò Papandreou in carcere. Il vecchio leader morì un anno dopo, in casa sua, ma sotto la sorveglianza dei suoi carcerieri.